# Guy Maurice Berkeley Portman
Guy Maurice Berkeley Portman, britanski general, * 1890, † 1961.